# 上田敏雄
上田 敏雄（うえだ としお、1900年7月21日 - 1982年3月30日）は、日本の詩人、文学者。Toshio Ueda としても作品を発表した。アバンギャルディストとして青年期から晩年期にいたるまでユニークな詩と詩論を展開した。とくに昭和前期の超現実主義運動の輝ける旗手として注目された。日本における最初のシュルレアリスム宣言を発表したことでも知られる。芸術の自律的なメカニズムを認める立場から、カトリシズム・仏教思想等の外部からの概念導入なしに芸術世界の成立はないという立場に変化し、独自のネオ・シュルレアリスム詩観を提唱した。

## 経歴
1900年（明治33年）、山口県吉敷郡大道村（現：山口県防府市大道）にて生まれる。五男一女六人兄弟の四男である。上田家は山口県内屈指の旧家であり、江戸時代は酒造業を営み代々庄屋を勤め、農地解放以前は県内有数の大地主であった。県立山口中学（現：山口高校）を経て、慶應義塾大学予科文科（現：慶應義塾大学文学部）に入学し上京した。
英文科在学中の1925年2月に、萩原朔太郎により『日本詩人』新進詩人号に推薦され詩壇に登場した。同年6月、『文藝時代』（川端康成、横光利一らが創刊） に評論を発表した。同年7月、『三田文藝陣』を創刊し、ポール・モランの「『夜ひらく』（堀口大學訳）論」を書いて注目された。『文藝耽美』に、シュルレアリストのルイ・アラゴン、ポール・エリュアールらの作品を翻訳し紹介した。
フランスにおけるアンドレ・ブルトンの「超現実主義宣言」が出版されたのが1924年、その翌年の1925年に『文藝耽美』に上田敏雄の作品が発表された。日本のモダニズム、あるいはシュルレアリスム詩運動の第一歩である。その翌年の1926年4月、西脇順三郎が慶應義塾大学文学部の教授に就任し、学生には滝口修造、佐藤朔らがいた。上田敏雄は、実弟である上田保と共に、慶應義塾の文学サロンに参加した。
慶應義塾大学を卒業した1927年、冨士原清一、北園克衛、上田保、山田一彦、稲垣足穂らと、『薔薇・魔術・學説』を創刊した。「A NOTE DECEMBER 1927」を起草し、北園克衛、上田保との連名で、『薔薇・魔術・學説』に発表した。北園克衛によれば、訳文はパリのシュルレアリスト達（ルイ・アラゴン、ポール・エリュアール、アンドレ・ブルトン及びアシトネアン・アルトオ）に送付した。日本における最初のシュルレアリスム宣言として知られる。
上田敏雄は、超現実主義の旗手として脚光を浴びた。『詩と詩論』、『衣装の太陽』、『Le Surréalisme International』などの同人雑誌において中心的存在として活躍した。『詩と詩論』は、春山行夫、北川冬彦を中心に、上田敏雄、三好達治ら11名の同人で1928年9月に創刊された。上田敏雄は、『詩と詩論』に詩篇、評論、そして翻訳を発表した。同年11月、『薔薇・魔術・學説』と『馥郁タル火夫ヨ』を合体するかたちで、『衣装の太陽』を創刊した。二誌の合体の橋渡しをしたのは上田敏雄であり、誌名も上田敏雄が命名した。山中散生をのぞいて当時のアバンギャルド詩人たちのほとんどがこの『衣装の太陽』に結集した。ちなみに、上田敏雄は山中散生の「Ciné」に詩を寄稿している。『馥郁タル火夫ヨ』は、西脇順三郎を中心にして慶應義塾大学の英文科の学生が出した詩誌だが、上田敏雄は入っていない。佐藤朔は、上田敏雄は西脇順三郎の門下生と思っていなかったのかもしれないと記述している。慶應義塾大学の『三田文学』に詩を発表していた。
1929年5月、28歳の時に、詩集『仮説の運動』を刊行した。巻末に付された『ポエジイ』論で、自らの詩観をシュルレアリスムではないと断言し、「ハイポシィシス」の詩観を主張した。出版されると同時に、富士原清一「『仮説の運動』に反射する」や、滝口修造「仮説の運動」等、大きな反響を呼んだ。後年、上田敏雄は、『仮説の運動』は「アブストの卵」であったから、自分の著作目録から削除したいと述懐している。しかし、本詩集は昭和初期のモダニズムの運動の多様性を示す意味で貴重なものである。
1930年に広島県出身の井上きぬえと結婚した。1931年には、東京外国語学校専修科仏語部（現：東京外国語大学）（夜間）に入学し、フランス語を学んだ。同級生に同じ山口県出身の中原中也がおり交流があった。当時日本では、1931年の「満州事変」以来戦時的色彩が深まり、国家主義が台頭した。上田敏雄は、1934年に「自由詩は何処へ行く」を発表し、詩壇から去った。芝浦高等専門学校（現：芝浦工業大学）で英語を教えた。1945年、東京における空襲が激しくなり、郷里の山口に妻子と共に疎開した。3月10日の東京大空襲直前のことであった。1945年4月、山口経済専門学校（現：山口大学経済学部）の英語講師に就任した。同年8月、終戦を迎え、そのまま山口県に定住した。
1948年、長い沈黙を破り、詩の発表を再開した。1950年、「現実と希望」を『詩学』に発表し、詩壇に復帰した。1951年、山口大学文理学部の英語助教授に就任した。1962年に退官するまで、英語や英米文学を講じた。この間、詩作活動も続けた。1952年、『埴輪』を主宰者として創刊した。その後、『埴輪』を『DEMAIN』に改名、1958年まで発行した。DEMAINはフランス語で明日という意味である。1958年には、前衛詩人協会の結成に参加し、北園克衛と『鋭角・黒・ボタン』を発刊した。地方に在りながら、『詩学』を中心に、独自の文学理論を中央詩壇においても展開し続けた。
1962年、山口大学退官後、宇部工業高等専門学校教授に就任した。学校創立と同時の就任であり、ちなみに校歌は上田敏雄の作詞である。1971年に退官するまで、10年間英語を教授した。1964年、百行詩「讃美歌のためのアルゴ」を『THE HIBARIBUE』に発表した。1964年の『現代山口県詩選』創刊号に「白髪のピストル」を寄稿し、以後毎号欠かさず作品を寄稿した。1966年7月、学校だよりのインタビューに答え、「人生の持つ意義や意味を観念的に解決するには宗教による方法と文学による方法とがあるが、私は当時の詩の課題を解決することが天職であると信じてこの道に入りました。当時の詩の課題というのは、いわゆる「近代詩」に対して「現代詩」の基礎を固めることでした。」と述べた。仏教やカトリシズム思想等の宗教を研究したが、特定の宗教の信者ではなかった。1966年10月、個人詩集『薔薇物語』（昭文社）を刊行した。『仮説の運動』の時代の、芸術の自立的なメカニズムを認める立場から、カトリシズム思想等外部からの概念導入なしに芸術世界の成立はないという立場に変化した。
1969年、中野嘉一からの書信に対し返信したことをきっかけに、『暦象』に「私のシュルレアリスム詩観－中野嘉一への書信から」が掲載され、13年間毎号同誌に作品を寄稿することになった。上田敏雄は日本の超現実主義グループを分類し、西脇順三郎の超自然主義、滝口修造のシュルレアリスム、北園克衛のアブストラクト、そして自らは「神学の概念を詩論の範囲に導入する立場」だとした。1973年から1978年まで、「NEO-DADA MANIFESTO」を副題とした作品を『暦象』に発表し続け、独自のネオ・ダダイスムを提唱した。ちなみに、上田敏雄のいうネオ・ダダイスムは、美術界で起こったネオ・ダダとは関係がない。
1980年6月、日本現代詩人会が尊敬する先達詩人に贈る先達詩人顕彰を受賞し、「今、希望とは？－詩人よ人類社会に干渉する《主》思想を開発し給え－」を発表した。 1980年、「神の表徴主義詩論」を『暦象』で発表した。1981年、「「存在を問う」とは？」を『現代山口県詩選』に寄稿した。1982年（昭和57年）3月30日、老衰により、山口県防府市大道の自宅にて逝去した。

## 主な著作

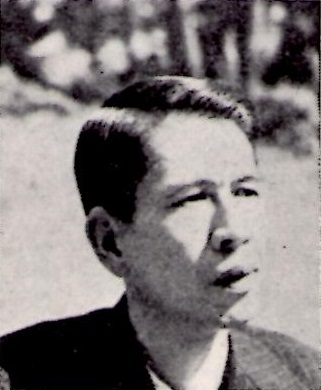
上田敏雄

### 詩集
- 『仮説の運動』、厚生閣書店、1929
- 『薔薇物語』、昭森社、1966

### 評論
- 『現代詩の歩み』、宝文館、1952

### 校歌
- 宇部工業高等専門学校 校歌 （作詞 上田敏雄/作曲 岡田昌大）